# Shangcun (köping i Kina, Shanxi)
Shangcun (kinesiska: 上村, 上村镇) är en köping i Kina. Den ligger i provinsen Shanxi, i den norra delen av landet, omkring 180 kilometer söder om provinshuvudstaden Taiyuan. Antalet invånare är 20 742. Befolkningen består av 10 102 kvinnor och 10 640 män. Barn under 15 år utgör 19,0 %, vuxna 15-64 år 74 %, och äldre över 65 år 6,0 %.
Genomsnittlig årsnederbörd är 707 millimeter. Den regnigaste månaden är juli, med i genomsnitt 229 mm nederbörd, och den torraste är december, med 5 mm nederbörd.